# AMA Superbike 2008
AMA Superbike 2008 körs enbart i USA, och över 21 heat.

## Superbike

### Delsegrare
| Bana             | Vinnare    | Märke  | Vinnare    | Märke  |
| ---------------- | ---------- | ------ | ---------- | ------ |
| AMA Daytona 200  | Mat Mladin | Suzuki | -          | -      |
| Birmingham       | Mat Mladin | Suzuki | Mat Mladin | Suzuki |
| Fontana          | Ben Spies  | Suzuki |            |        |
| Sears Point      | Ben Spies  | Suzuki | Ben Spies  | Suzuki |
| Salt Lake City   | Ben Spies  | Suzuki | Ben Spies  | Suzuki |
| Road America     | Ben Spies  | Suzuki | Mat Mladin | Suzuki |
| Red Bull US GP   | Mat Mladin | Suzuki | -          | -      |
| Mid-Ohio         | Mat Mladin | Suzuki | Mat Mladin | Suzuki |
| Virginia Raceway | Ben Spies  | Suzuki | Ben Spies  | Suzuki |
| Road Atlanta     | Mat Mladin | Suzuki | Ben Spies  | Suzuki |
| Laguna Seca      | -          | -      |            |        |